# Automatiskt mjölkningssystem

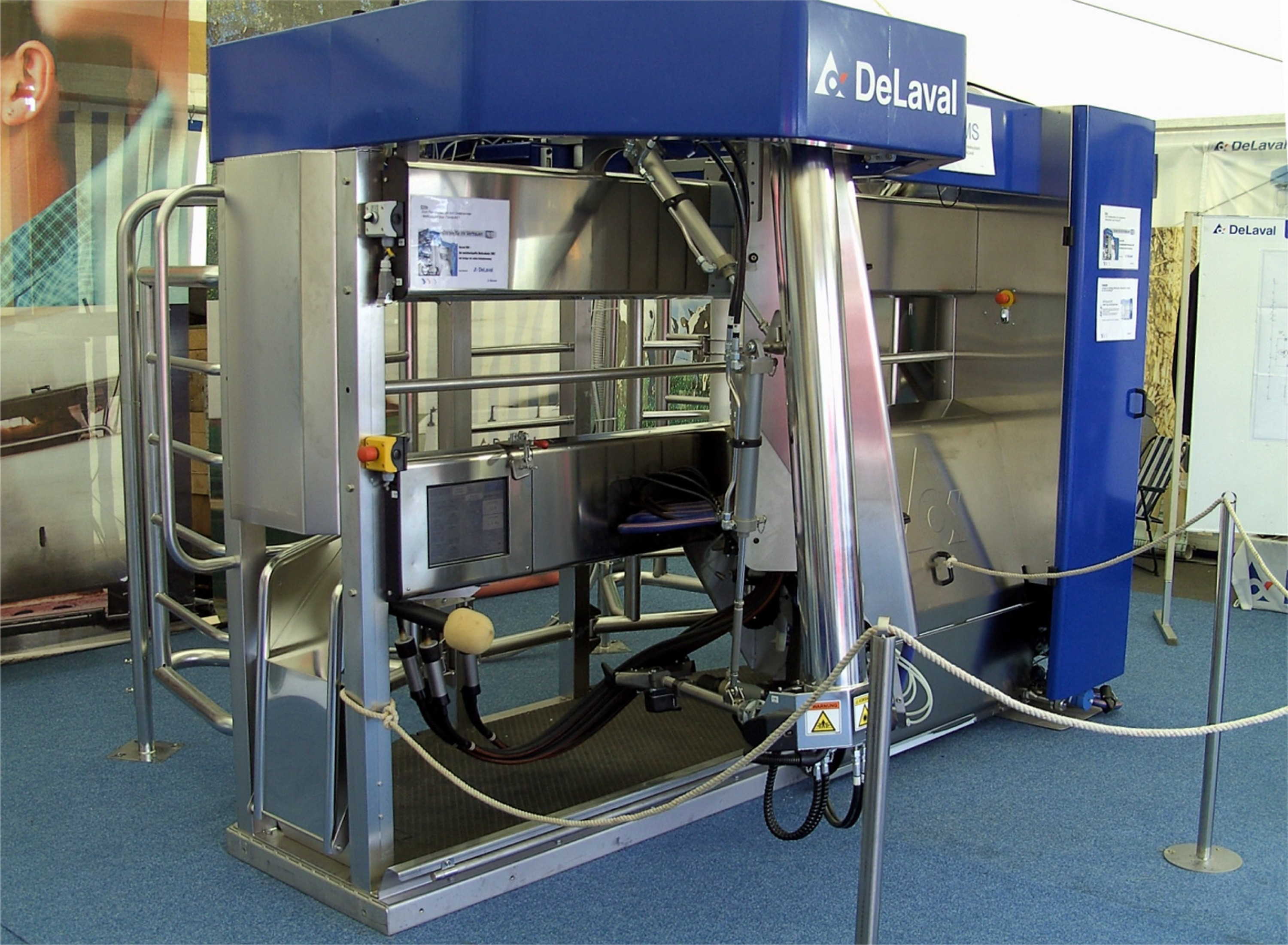
En mjölkningsrobot från DeLaval (VMS).

Automatisk mjölkning, mjölkningsrobot, är ett mjölkningssystem för kor där en robotarm utför mjölkningen. Den engelska benämningen är AMS (Automatic Milking System) och innebär att korna mjölkas automatiskt och själva väljer när detta skall ske.
Alla system arbetar på likartade sätt och består i regel av ett bås som kon uppsöker när hon själv vill bli mjölkad. En robotarm rengör spenarna och sätter sedan på mjölkmaskinens mjölkkoppar. Olika system bedömer om kons mjölk kan ledas till besättningstanken eller om den av olika skäl (till exempel höga celltal eller karensbestämmelser i samband med antibiotikabehandling) måste kasseras. 
För att få kon att besöka roboten tillräckligt ofta ges en fodergiva kraftfoder i samband med mjölkningen.

## Funktionskrav

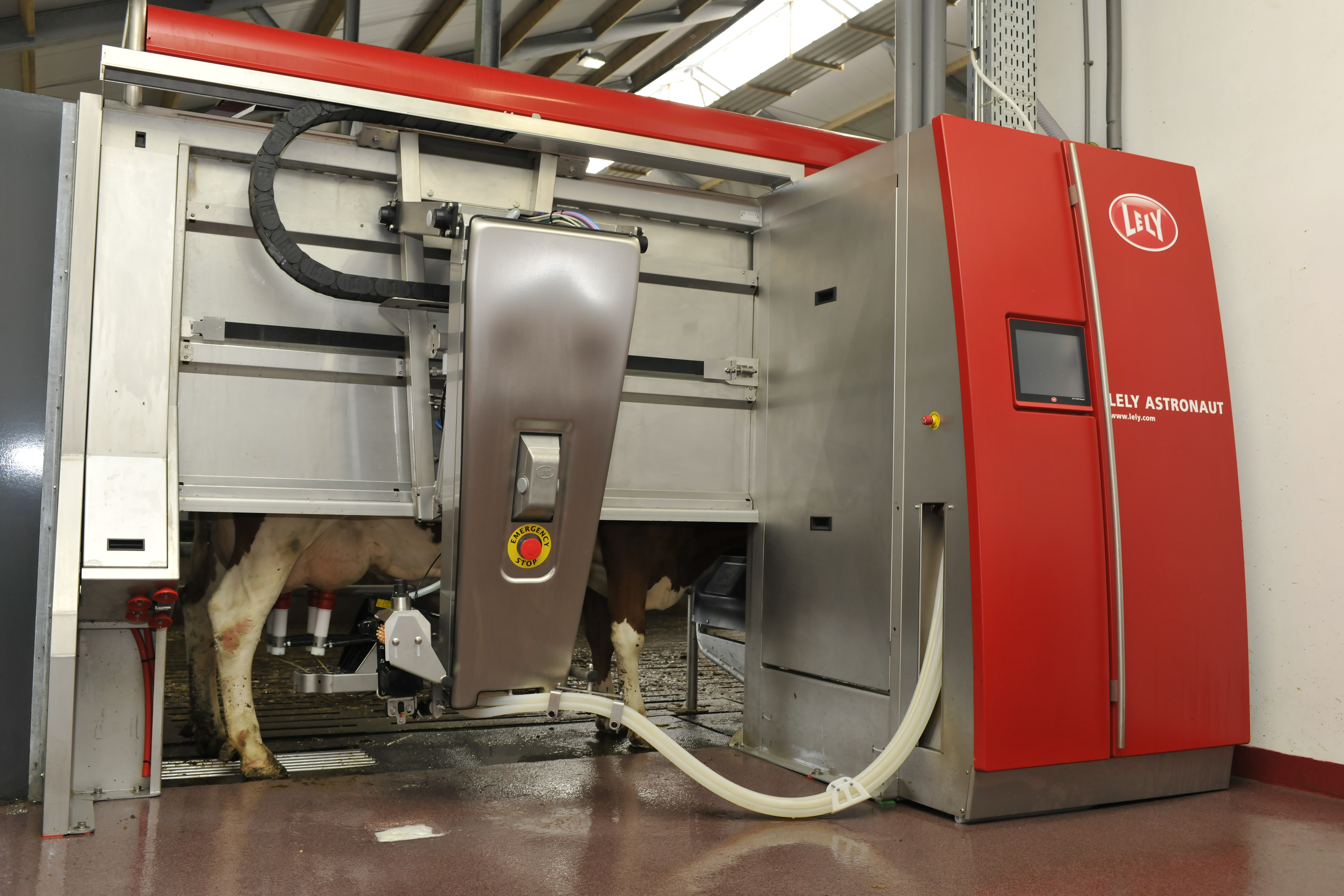
En mjölkningsrobot från Lely (Austronaut) mjölkar en ko.

För att få veta att en ko är sjuk eller inte kommer till mjölkning så krävs det att stationen kan upptäcka detta och har ett väl fungerande larmsystem. Larmet måste kunna nå ansvarig person dygnet runt. Service måste kunna ske snabbt och mjölkningsenheten får helst inte stå stilla mer än 4 timmar oavsett tid på året eller dygnet. 
Hur korna rör sig mellan liggplats, utfodring och mjölkning kallas kotrafik. Det finns fri, halvfri och styrd trafik och i den förstnämnda rör sig korna fritt. I de två sistnämnda styrs kornas aktivitet av grindar som samarbetar med datorn som bestämmer om kon skall få tillträde till foder eller mjölkas. För att kotrafiken skall flyta på krävs det ständig tillgång till ensilage vilket lockar korna att cirkulera i stallet.
I Sverige är styrd kotrafik vanlig, medan det i övriga Europa är vanligast med fri kotrafik.

## För- och nackdelar

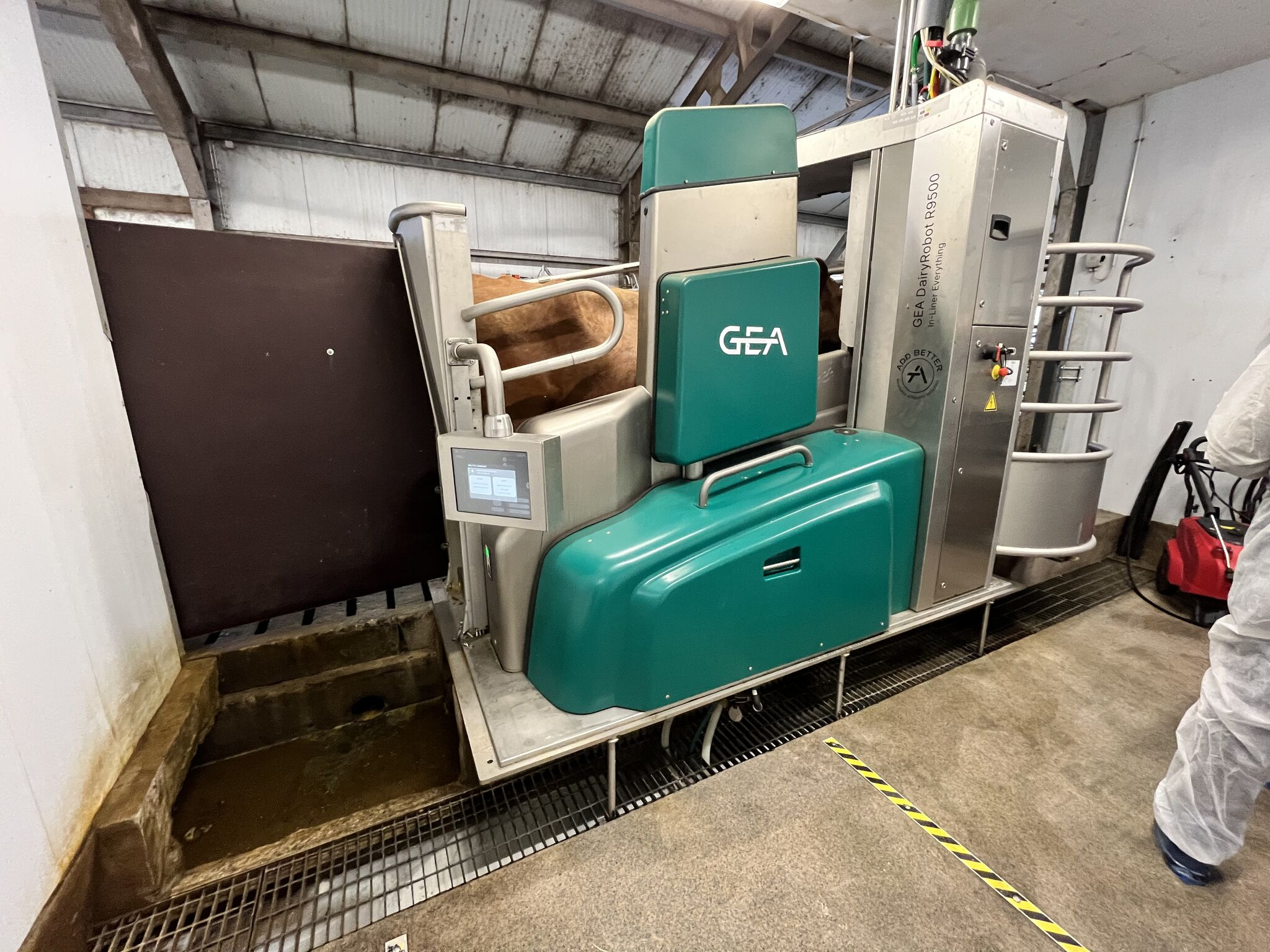
En mjölkningsrobot från GEA. Denna modell är en nyare modell som heter DairyRobot R9500.

Fördelarna med robotmjölkning är att lantbrukarens tid blir mer flexibel då inga fasta mjölkningstider måste hållas. Mjölkningsarbetet sker alltid likadant och påfrestningen på spenar blir mindre. 
Eftersom lantbrukaren inte behöver vara närvarande vid varje mjölkning krävs ett gott djuröga och tillsyn vid andra tillfällen för att upptäcka en sjuk ko eller fel i systemet. Då roboten kan larma när som helst på dygnet har ansvarig ständig jour.
Med robotmjölkning mjölkas inte alltid alla kor det önskade antalet gånger per dag, så dagsproduktionen kan sjunka. I andra system blir alla mjölkade. 
Mjölkningsenheten är också en dyr investering. I vissa fall kan ombyggnad eller nybyggnad krävas, vilket ger ytterligare kostnader. 

## Kapacitet
En enbåsstation klarar att mjölka 65-75 kor/dygn beroende på märke. En tvåbåsstation klarar att mjölka cirka 110 kor/dygn och en trebåsstation klarar cirka 150 stycken. 

## Tillverkare
Betydande tillverkare av mjölkningsrobotar globalt är holländska Lely, tyska GEA, svenska DeLaval, brittiska Fullwood JOZ och amerikanska BouMatic.

## Sverige
Det fanns omkring 800 gårdar med mjölkningsrobot i Sverige 2016, vilket innebar att cirka 37 procent av de svenska korna mjölkades i AMS. De märken som främst användes var DeLaval (60% av marknaden), GEA Farm Technologies och Lely (30 % av marknaden). 
De höga investeringskostnaderna, i kombination med den begränsade kapaciteten, har gjort att automatiskt mjölkningssystem, inom svensk mjölkproduktion, mest kommit ifråga i samband med mellanstora besättningar (besättningar som kan betjänas av en robot). En mjölkgrop är en "billigare" lösning som är lättare att skala upp till större besättningar.